# Enkianthus subsessilis
Enkianthus subsessilis là một loài thực vật có hoa trong họ Thạch nam. Loài này được (Maxim.) Makino mô tả khoa học đầu tiên năm 1894.